# Willem Adriaan van Nassau
Willem Adriaan van Nassau (ca. 1632 - Den Haag, 21 september 1705) was een diplomaat in de Republiek der Verenigde Nederlanden. Hij was heer van Kortgene, en vanaf 1677 van Zeist en Driebergen.

## Levensloop

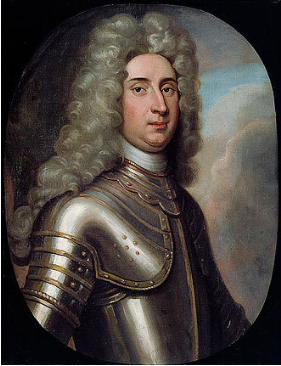
Willem Adriaan van Nassau

Van Nassau was de zoon van Lodewijk van Nassau-Beverweerd en Isabella des H.R. Rijksgravin van Horne. Hij was via zijn vader een kleinzoon van prins Maurits van Oranje en een achterkleinzoon van Willem van Oranje. Hij werd opgevoed in Parijs waar hij door zijn gokverslaving met hoge schulden kwam te zitten. Hij vluchtte uit Parijs om zijn schuldeisers te ontlopen en nam dienst bij de cavalerie. Na zijn huwelijk vestigde hij zich in Den Haag, naast het Mauritshuis. In 1668 werd hij, vanwege zijn connecties in Zeeland, door prins Willem III benoemd tot plaatsvervanger als eerste edele van Zeeland. Zijn hebzucht kwam ook in Zeeland tot uiting doordat hij de best betalende ambten aan de hoogst biedende verkocht. Dat machtsmisbruik zette kwaad bloed, maar ofschoon de prins ervan vernam, liet hij Willem Adriaan begaan omdat hij diens bevelen opvolgde en de Staten van Zeeland erin meegingen.

### Moord op Cornelis en Johan de Witt
Uit een ooggetuigenverslag van de aan het Buitenhof wonende advocaat Gerrit Copmoyer blijkt dat Willem Adriaan, samen met William Nassau de Zuylestein en Cornelis Tromp in 1672 betrokken was bij een complot tegen de gebroeders de Witt. 
Het drietal was hiervoor op 20 augustus om vijf uur 's ochtends bijeengekomen in herberg De Beuckelaer, gelegen aan de Plaats in Den Haag. Willem Adriaan en Zuylestein waren vertrouwelingen van Willem III, die als prins van Oranje lijnrecht tegenover de gebroeders de Witt stond, die prominente staatsgezinden waren. Tromp had een conflictrijke relatie met de gebroeders de Witt sinds Johan de Witt hem uit zijn functie als admiraal had gezet. Verschillende bronnen melden dat het drietal tot in de middag in de herberg is gebleven. Hun plan was om Johan de Witt naar de Gevangenpoort te lokken, waar Cornelis werd vastgehouden. Zij hadden daarom het dienstmeisje van Bossy, de cipier van de Gevangenpoort, naar Johans woning aan de Kneuterdijk gestuurd met de boodschap dat zijn broer hem wilde spreken. Cornelis Tromp is die dag ook op andere plekken in Den Haag gesignaleerd om voorbereidingen voor een aanslag te treffen en wordt gezien als een van de belangrijkste aanstichters van de moord op de gebroeders De Witt, die later die dag plaatsvond.

### Diplomaat
Als diplomaat nam Willem Adriaan deel aan diverse gezantschappen, onder andere naar Keulen in 1673, Londen in 1674 en Nijmegen in 1678. In 1677 kocht hij de ambachtsheerlijkheid Zeist voor 5000 gulden. Door de Staten van Utrecht werd Zeist op Odijks verzoek verheven tot Hoge Heerlijkheid met landsrechten. Van de heer van Schoonderbeek kocht hij in 1687 de ridderhofstad Blikkenburg in Zeist. Slot Zeist liet hij verbouwen naar het voorbeeld van Versailles. Hoewel hij zijn hele leven de titel 'heer van Odijk' voerde, is hij nooit beleend met die heerlijkheid. Die behoorde immers toe aan zijn broer Maurits Lodewijk I van Nassau-LaLecq en diens nakomelingen. Doordat hij ten onrechte het Nassauwapen voerde, verkoelde de verhouding tussen prins Willem III en Willem Adriaan. Pas in 1698 nam Willem Adriaan weer deel aan een gezantschap naar Parijs. Zijn kinderen en kleinkinderen gingen na zijn overlijden nog jarenlang gebukt onder de door hem nagelaten torenhoge gokschulden.

## Heer van Odijk zonder belening
Willem Adriaan droeg vrijwel zijn hele leven de titel "heer van Odijk". Deze was zo met hem verkleefd, dat in zeventiende- en achttiende-eeuwse geschriften vaak alleen aan hem werd gerefereerd met "Odijk". Maar hij werd nooit beleend met die heerlijkheid in de provincie Utrecht. In tegenstelling tot zijn broer Maurits Lodewijk van Nassau-LaLecq, die de heerlijkheid Odijk ontving in 1665. Hoe Willem Adriaan toch de titel kon voeren is dan ook nog steeds een raadsel.

## Huwelijk en kinderen
Willem Adriaan trouwde in 1664 met Elisabeth van der Nisse, vrouwe van Heinkenszand, Overzand en Driewegen (1639-1698), dochter van Cornelis van der Nisse, burgemeester van Goes.
Uit dit huwelijk zijn onder anderen geboren:
- Lodewijk Adriaan van Nassau-Odijk (1670-1742)
- Elisabeth Wilhelmina gravin van Nassau-Odijk (1671-1729); zij trouwde in 1692 met haar neef Maurits Lodewijk II van Nassau-LaLecq
- Charlotte gravin van Nassau-Odijk (1677-1715); zij trouwde in 1708 met haar neef Willem Maurits van Nassau-Ouwerkerk